# 로니 프라이스
로니 프라이스(Lonny Price, 1959년 3월 9일 ~ )는 미국의 각본가, 극작가, 영화 프로듀서, 텔레비전 배우, 영화배우, 무대 연출가, 영화 감독, 리브레토 작가, 연극 배우이다.
뉴욕에서 태어났다.

## 영화
- 베스트 워스트 씽 댓 에버 쿠드 해브 해픈드... (2016년)
- 마스터 해롤드 (2010년)
- 플로더 2 - 못말리는 푼수들 (1992년)
- 법과 질서 (1990년)
- 신비한 말 (1988년)
- 내 사랑 사이보그 (1987년)
- 더티 댄싱 (1987년) - 닐 켈러먼 역
- 머펫, 뉴욕을 점령하다 (1984년)